# Pärnu JK Vaprus
A Pärnu JK Vaprus észt labdarúgóklub, melynek székhelye Pärnuban található. A csapat jelenleg az észt első osztályban szerepel.

## Története
A klubot 1922-ben alapították. 2005-ben megnyerték a másodosztályt (Esiliiga) és feljutottak az élvonalba.

## Sikerlista
- Észt másodosztály
  - 1. helyezett (1): 2005